# Jerry Cooman
Jerry Cooman, nacido el 6 de enero de 1966 en Ninove, es un ciclista belga que fue profesional de 1987 a 1994. 

## Palmarés
1988
- Premio Nacional de Clausura

1989
- Tour de Limburgo

1991
- Omloop van het Waasland
- Clásica de Sabiñánigo
- Vuelta a Colonia
- 1 etapa de la Vuelta a Suecia
- 2 etapas de la Milk Race